# قشلاق گورچینلو حاج نجف
قشلاق گورچینلو حاج نجف یک روستا در ایران است که در استان اردبیل واقع شده‌است. قشلاق گورچینلو حاج نجف ۱۵۳ نفر جمعیت دارد.